# كبريتات إنديوم ثلاثي
 كبريتات إنديوم ثلاثي  مركب كيميائي له الصيغة In2(SO4)3 ، ويكون على شكل مسحوق بلوري أبيض إلى رمادي .